# Ellen (film)
Ellen er en stum melodramafilm fra 1912 produceret af Fotorama og instrueret af Svend Muus efter eget manuskript. Filmen er registreret hos Nordisk Films Kompagni, som en Nordisk produktion, selv om filmen er produceret af Fotorama.
Filmen blev i tysktalende lande distribueret som Ellen, i engelsktalende lande som Ellen Grey og i fransktalende lande som Hélène Dupont. 

## Handling
Den unge kvinde Ellen tager på i skoven med en ung mand, Kay. Det er en dejlig dag, tiden flyver, og pludselig er det aften. Alt forekommer så eventyrligt og hemmeligt, og Kays smukke ord og løfter lyder ærlige og overbevisende, og hun lader sig glide viljesløst ind i hans arme.  
Månederne går, og Ellen er ikke længere en livsglad pige. Kay har forladt hende, og barnet vokser i hendes mave. Hun betor sig til sin fætter, Hans, der med Ellen tropper op hos Kay, hvor han forlanger, at Kay gifter sig med Ellen. Kay er lige ved at give efter, da Kays fader, den gamle Moses Melchior, kommer til stede og forbyder Kay at gifte sig med Ellen. Den gamle jøde fornærmer Hans og Ellen, og Hans er i et spring over slynglen og giver ham bank. Politiet ankommer, og Hans kommer i fængsel. Da Hans løslades, modtages han af Ellen og Ellens lille barn. Hans fortæller, at han altid har elsket kusinen, og han lover at blive en kærlig mand og en god fader for barnet.

## Medvirkende
- Marie Niedermann, Ellen
- Peter Nielsen, Hans Holm, Ellens fætter
- Marius Egeskov
- Alfred Arnbak
- Søren Fjelstrup